# Fremont (miasto w hrabstwie Waupaca)
Fremont – miasto w Stanach Zjednoczonych, w stanie Wisconsin, w hrabstwie Waupaca.